# Ритлите
„Ритлите“ са варовикови скални образувания. Обявени са за природна забележителност.

## Местоположение
Намират се в северния край на Искърския пролом, край село Лютиброд. Най-ясно откроени са четири успоредни отвесни скални стени на левия бряг на Искър, който е част от склона на Врачанската планина.

## Описание
Скалите достигат на места до 80 метра над нивото на реката. Дебелината им варира от 3 до 7 метра, а дължината – между 200 и 400 метра. За разлика от тези, които се намират на левия бряг на реката, „ритлите“ по десния са значително по-малки и по-слабо откроени. Между отделните скални стени растат предимно широколистни растения.
„Ритлите“ са се образували преди около 120 милиона години. Предполога се, че скалите са се отложили, докато тези територии са били покрити от море. По-късно, при нагъването на Алпо-Хималайската планинска верига са се образували „Ритлите“ в днешния им вид.
В близост се намира Черепишкият манастир.